# 大阪ライトヘビー級王座
大阪ライトヘビー級王座（おおさかライトヘビーきゅうおうざ）は、大阪プロレスが管理、認定している王座。

## 歴史
2022年7月31日、大阪プロレスアゼリア大正大会で行われた初代王座決定トーナメントに優勝したタイガースマスクが初代王者になった。

## 歴代王者
| 歴代  | 選手             | 戴冠回数 | 防衛回数 | 獲得日付       | 獲得場所 （対戦相手・その他） |
| ----- | ---------------- | -------- | -------- | -------------- | ----------------------------- |
| 初代  | タイガースマスク | 1        | 4        | 2022年7月31日  | アゼリア大正 菊池悠斗         |
| 第2代 | 松房龍哉         | 1        | 5        | 2023年12月10日 | 咲洲モリーナ                  |
| 第3代 | 大瀬良泰貴       | 1        | 3        | 2025年1月12日  | アゼリア大正                  |